# 1986年の読売ジャイアンツ
1986年の読売ジャイアンツ（1986ねんのよみうりジャイアンツ）では、1986年の読売ジャイアンツの動向をまとめる。
この年の読売ジャイアンツは、王貞治監督の3年目のシーズンである。

## 概要
王監督就任後2年続けて3位に終わり、この年こそは結果を残したいチームだったが、5月までは前年の勝ち頭である斎藤雅樹が先発失敗を繰り返すなど2つの勝ち越しにとどまる。6月に入り、新人の桑田真澄がプロ初勝利を完投で挙げるとそこからチームも上向き、6月中旬から7連勝を記録し初めて首位に立つ。前半を2位で終えたチームは後半に入ると、前年の覇者阪神が「死のロード」で脱落したこともあり、広島とのマッチレース状態に入る。8月下旬の直接対決に連勝し、その時点で最大5.5ゲーム差を付けるが、9月に入ると広島が北別府学を始めとする投手陣の活躍で追い上げ、9月23日の直接対決で敗れ首位を明け渡す。さらに次の試合で原辰徳が津田恒実の直球をファウルした際に左手の有鉤骨を骨折する重傷を負い戦列を離脱する大ピンチ。ここで代わりに4番に入ったウォーレン・クロマティが神がかり的な活躍を見せ打線を牽引し、チームは8連勝をマークし広島とのつばぜり合いが続いたが、残り2試合となった10月7日の最下位ヤクルトとの試合で、槙原寛己がマーク・ブロハードに痛恨の本塁打を打たれて敗れ、結局これが響きわずか3厘差でまたしても優勝を逃した。投手陣は野村克也の盟友である皆川睦雄投手コーチが就任したこともあり、チーム防御率が前年の3.96から3.12へと改善された。打撃陣も原やクロマティ、松本匡史らの活躍もあり155本塁打とリーグ2位で、打率は3位の阪神に次ぐ.270をマークした。

## チーム成績

### レギュラーシーズン
| 1 | 左 | 松本匡史   |
| 2 | 二 | 篠塚利夫   |
| 3 | 中 | クロマティ |
| 4 | 三 | 原辰徳     |
| 5 | 右 | 吉村禎章   |
| 6 | 一 | 中畑清     |
| 7 | 遊 | 河埜和正   |
| 8 | 捕 | 山倉和博   |
| 9 | 投 | 江川卓     |

| 順位 | 4月終了時 | 4月終了時 | 5月終了時 | 5月終了時 | 6月終了時 | 6月終了時 | 7月終了時 | 7月終了時 | 8月終了時 | 8月終了時 | 9月終了時 | 9月終了時 | 最終成績 | 最終成績 |
| ---- | --------- | --------- | --------- | --------- | --------- | --------- | --------- | --------- | --------- | --------- | --------- | --------- | -------- | -------- |
| 1位  | 広島      | --        | 広島      | --        | 広島      | --        | 広島      | --        | 巨人      | --        | 巨人      | --        | 広島     | --       |
| 2位  | 巨人      | 3.0       | 巨人      | 5.0       | 巨人      | 1.5       | 巨人      | 0.0       | 広島      | 2.5       | 広島      | 1.5       | 巨人     | 0.0      |
| 3位  | 大洋      | 3.5       | 大洋      | 5.0       | 阪神      | 6.0       | 阪神      | 3.5       | 阪神      | 7.5       | 阪神      | 10.5      | 阪神     | 13.5     |
| 4位  | 阪神      | 4.5       | 阪神      | 6.0       | 大洋      | 9.5       | 中日      | 10.5      | 中日      | 13.5      | 中日      | 16.5      | 大洋     | 20.0     |
| 5位  | 中日      | 5.5       | 中日      | 6.5       | 中日      | 10.5      | 大洋      | 12.0      | 大洋      | 15.5      | 大洋      | 18.0      | 中日     | 20.0     |
| 6位  | ヤクルト  | 7.5       | ヤクルト  | 13.5      | ヤクルト  | 17.5      | ヤクルト  | 13.0      | ヤクルト  | 18.0      | ヤクルト  | 25.5      | ヤクルト | 27.5     |

| 順位 | 球団               | 勝 | 敗 | 分 | 勝率 | 差   |
| 1位  | 広島東洋カープ     | 73 | 46 | 11 | .613 | 優勝 |
| 2位  | 読売ジャイアンツ   | 75 | 48 | 7  | .610 | 0.0  |
| 3位  | 阪神タイガース     | 60 | 60 | 10 | .500 | 13.5 |
| 4位  | 横浜大洋ホエールズ | 56 | 69 | 5  | .448 | 20.0 |
| 5位  | 中日ドラゴンズ     | 54 | 67 | 9  | .446 | 20.0 |
| 6位  | ヤクルトスワローズ | 49 | 77 | 4  | .389 | 27.5 |

## オールスターゲーム1986
| - コーチ 王貞治 | - ファン投票 山倉和博 原辰徳 吉村禎章 | - 監督推薦 サンチェ（途中離脱） 加藤初 江川卓 西本聖（途中補充） 篠塚利夫 |

## 表彰選手
| 受賞者なし | - ベストナイン 篠塚利夫（二塁手、2年ぶり4度目） ウォーレン・クロマティ（外野手、初受賞） 吉村禎章（外野手、初受賞） - ゴールデングラブ賞 中畑清（一塁手、5年連続5度目） 篠塚利夫（二塁手、2年ぶり4度目） |

## ドラフト
| 順位 | 選手名   | ポジション | 所属           | 結果                 |
| ---- | -------- | ---------- | -------------- | -------------------- |
| 1位  | 木田優夫 | 投手       | 日本大学明誠高 | 入団                 |
| 2位  | 水沢薫   | 投手       | 河合楽器       | 入団                 |
| 3位  | 高田誠   | 捕手       | 法政大学       | 入団                 |
| 4位  | 樽見金典 | 投手       | 柳川高         | 入団                 |
| 5位  | 勝呂博憲 | 内野手     | 日本通運       | 翌年シーズン後に入団 |
| 6位  | 緒方耕一 | 内野手     | 熊本工業高     | 入団                 |